# Елдорадо
Елдорадо (шп. El Dorado) је легенда која потиче од јужноамеричких староседелаца. По усменом предању, Елдорадо је крај са огромним богатством у злату. Као такав, био је главна мета шпанских конкистадора у 15. и 16. веку, којима је реч Ел Дорадо постао синоним за благостање и био главни циљ више експедиција, чији резултат је био углавном откривање нових земаља у Новом свету.

## Елдорадо — од легенде до мита
Мит о Елдораду започет је око 1530. у колумбијским Андима, где је конкистадор Гонзало Хименез де Кесада (шп. Gonzalo Jiménez de Quesada) наишао на Индијанце племена Муиско. Тамо су чули причу од индијанских старешина, коју је касније у Китоу проширио Себастијан де Белалказар, наравно у мало улепшаној, докићеној верзији са елементима претеривања, да би прича била привлачнија. Тако је прича о Елдораду добила митске димензије. Првенствено је означавала златног човека, а не златно место (шп. El indio dorado — Индијанац од злата, шп. El Rey Dorado — Краљ од злата).
Као измишљено место, Елдорадо је постао богато краљевство тог Краља од злата. Фасцинирани причом, Франсиско де Орељана и Гонзало Пизаро су 1541. повели су славну експедицију у долину реке Амазон, на коме су и открили реку Амазон, коју је Орељана целу препловио.
Иако Шпанци никад нису нашли Елдорадо, ипак су згрнули велико благо које су запленили Индијанцима Јужне и Централне Америке (Инкама, Астецима и осталима). Злато су однели у Шпанију, шта је врло лоше утицало на шпанску економију због високе инфлације.

## Експедиције
Приче су се и иначе мењале и трансформисале временом, а ни прича о Елдораду није била изузетак. Трансформација легенде у мит, од краља у злату до краја у злату, имала је велики утицај на европске колонизаторе, нарочито на Шпанце. 
Најпознатија експедиција је била експедиција конкистадора и истраживача Франсиска де Орељане и Гонзала Пизара 1541. 
Година 1541—1545. немачки барон Филип фон Хутен је организовао још једну експедицију. Његова потрага за Елдорадом довела га је у Венецуелу.
Године 1569. Гонзало Хименез де Кесада је организовао још једну експедицију која је кренула из Боготе.
Енглески племић сер Волтер Роли наставио је потрагу 1595, а у својој књизи сместио је Елдорадо негде уз реку Ориноко (данашња Венецуела). То место је било на картама морепловца и истраживача, све док његово непостојање није доказао Александар фон Хумболт. Поновна експедиција сер Валтера Ролија кренула је 1616, када је био ослобођен из затвора у Лондону са обећањем да ће потражити Елдорадо уз реку Ориноко. И та експедиција није успела, штавише, у њој је убијен његов син.
Причало се, да је у Елдорадо ушао неки Шпанац по имену Мартинез (1531), морнар Дијега де Ордаза (шп. Diego de Ordaz), након што је његов брод потонуо.

## У књижевности
Едгар Алан По је написао песму „Елдорадо“ која симболично говори о витезу који тражи Елдорадо. Песму је на српски језик препевао Станислав Винавер. Елдорадо и данас остаје у машти човека и често се помиње у разним књигама, где симболизује нешто што се жели али је недостижно.